# Images and Words
Images and Words is het tweede studioalbum van de progressieve-rockband Dream Theater. Op het album wordt de zang voor het eerst vertolkt door James LaBrie. Het album was zeer succesvol en werd met goud bekroond in de Verenigde Staten en haalde de platina status in Japan. Ter ere van het vijftienjarig jubileum van het album heeft de band het album als geheel vertolkt tijdens 15 concerten van de Chaos In Motion-tournee gedurende 2007/2008. Bij het 25-jarig jubileum van het album in 2017 werd een toer gehouden waarbij dit album ook in zijn geheel werd gespeeld.

## Tracklist
| Nr. | Titel                                          | Tekst         | Muziek        | Duur  |
| --- | ---------------------------------------------- | ------------- | ------------- | ----- |
| 1.  | Pull Me Under                                  | Kevin Moore   | Dream Theater | 8:11  |
| 2.  | Another Day                                    | John Petrucci | Dream Theater | 4:24  |
| 3.  | Take The Time                                  | Dream Theater | Dream Theater | 8:21  |
| 4.  | Surrounded                                     | Kevin Moore   | Dream Theater | 5:30  |
| 5.  | Metropolis, Pt. 1: The Miracle and the Sleeper | John Petrucci | Dream Theater | 9:32  |
| 6.  | Under a Glass Moon                             | John Petrucci | Dream Theater | 7:04  |
| 7.  | Wait for Sleep                                 | Kevin Moore   | Kevin Moore   | 2:32  |
| 8.  | Learning to Live                               | John Myung    | Dream Theater | 11:31 |

## Demoversie
De demo-cd, uitgegeven door YtseJam Records, het onafhankelijk platenlabel van de band zelf, had andere werktitels voor de nummers. Deze waren:
- "Pull Me Under" heette "Oliver's Twist"
- "Take the Time" heette "Grab That Feel"
- "Metropolis" heette "Crumbling Metropolis"
- "Under A Glass Moon" heette "The Battle Of Jimmy Cocoa And Fishface"
- "Learning to Live" heette "Creep With Tonality"

## Bandbezetting
- James LaBrie – zang
- Kevin Moore – keyboard
- John Myung – basgitaar
- John Petrucci – gitaar
- Mike Portnoy – drums

- Jay Beckenstein (gastmuzikant) - saxofoon op "Another Day"